# 日本カーリング協会
公益社団法人日本カーリング協会（にほんカーリングきょうかい）は、日本におけるカーリングの国内競技連盟。1984年に北海道で創設され、1992年11月に社団法人化、1994年に本部を東京に移転、2011年に公益社団法人化した。2019年10月現在、会長は貝森輝幸。

## 主催する大会
- 日本カーリング選手権大会
- 日本ミックスダブルスカーリング選手権大会
- 日本ミックスカーリング選手権大会
- 日本ジュニアカーリング選手権大会
- 全日本大学カーリング選手権大会
- 全国高等学校カーリング選手権大会
- 全日本小学生カーリング選手権大会
- 日本シニアカーリング選手権大会
- 日本車いすカーリング選手権大会

## 傘下の都道府県協会

### 北海道
- 北海道カーリング協会（1981年2月創立）

### 東北
- 青森県カーリング協会（1986年10月創立）
- 岩手県カーリング協会（1995年5月創立）
- 宮城県カーリング協会（1986年11月創立）
- 秋田県カーリング協会（1992年1月創立）
- 山形県カーリング協会（1984年11月創立）
- 福島県カーリング協会（2001年5月創立）

### 関東
- 栃木県カーリング協会（1985年12月創立）
- 群馬県カーリング協会（1999年6月創立）
- 東京都カーリング協会（1983年4月創立）
- 山梨県カーリング協会（2002年1月創立）
- 神奈川県カーリング協会（1994年12月創立）
- 千葉県カーリング協会（2008年3月創立）

### 中部
- 長野県カーリング協会（1986年12月創立）
- 愛知県カーリング協会（1984年2月創立）
- 新潟県カーリング協会（1996年2月創立）
- 富山県カーリング協会（2011年5月創立）

### 西日本
- 京都府カーリング協会（1984年11月創立）
  - 近畿2府4県のカーリング競技者を統括する団体
- 島根県カーリング協会（2002年4月創立）
- 岡山県カーリング協会（2001年5月創立）
- 広島県カーリング協会（2011年3月創立）
- 愛媛県カーリング協会（2004年10月創立）
- 福岡県カーリング協会（1992年4月創立）
- 熊本県カーリング協会（2013年4月創立）

## 傘下の協会
- 日本車いすカーリング協会（2017年4月創立）

## 日本のカーリング場
カーリング専用場があるのは、北海道、青森県、長野県、山梨県、岡山県の5道県で（カーリングシートが常設されているのは他に島根県、愛知県がある。）、カーリング専用場はおろか、スケートリンクすらない県があるなど、環境が整っているとはいえない状況である。

### 北海道
（シート常設のカーリング場のみ）
- どうぎんカーリングスタジアム（北海道札幌市豊平区）
2012年9月15日に開場したカーリング専用場（5シート）。毎月第3月曜日および氷の張替えを行うため年1回30日程度が休業となる以外は通年営業である。
- アドヴィックス常呂カーリングホール（北海道北見市）
1988年完成のアジア初の屋内カーリング専用場をリニューアルし2013年11月1日に完成（6シート）。国際大会開催規格準拠。2014年から通年営業[1]。
- 河西建設カーリングホール（北海道北見市）
河西建設内の屋内施設（2シート）
- 妹背牛町カーリングホール（北海道雨竜郡妹背牛町）
冬季（11月 - 3月）のみの営業（4シート）。
- 空知川スポーツリンクス（北海道空知郡南富良野町）
2シート。
- 名寄市営カーリング場（北海道名寄市）
冬季（1月 - 2月ごろ）のみ。天然アイス（3シート）
- 道立サンピラーパークサンピラー交流館（北海道名寄市）
5シート設定可能なカーリング場があり、カーリング場としての営業は11月から3月まで。
- 士別市つくも市民カーリング場（北海道士別市）
冬季（12月 - 2月ごろ）のみ。天然アイス（3シート）
- 東光舗道カーリング場（北海道帯広市）
東光舗道内の施設（屋外、4シート）
- 池田町勤労者体育センター （北海道中川郡池田町）
- カールプレックスおびひろ（北海道帯広市）
通年営業（屋内、4シート）。
- 稚内市みどりスポーツパーク カーリング場（北海道稚内市）
通年営業（屋内、4シート）。
- アルゴグラフィックス北見(北海道北見市)    通年営業　(屋内、3シート) 。

など

### 東北地方
- 青森市スポーツ会館カーリングホール（青森県青森市）
通年営業(屋内、4シート)
- 盛岡市アイスリンク（岩手県盛岡市）
通年営業(屋内、2シート）

### 中部地方
- カールプレックスフジ（山梨県南都留郡山中湖村）
通年営業（木～日曜と祝日）。2005年12月に完成。長野オリンピックカーリング競技委員長の小林宏が自費で建設した。山中湖メイプルカーリングクラブの会員が利用できる（2シート）。
- 軽井沢アイスパーク（長野県北佐久郡軽井沢町）
日本最大級のカーリング場。（通年6シート）
- 軽井沢風越公園スカップ軽井沢（長野県北佐久郡軽井沢町）
冬季のみの営業で夏季は水泳用プールとなる（4シート）。長野オリンピックのカーリング競技は同公園内の風越公園アリーナで開催されている。同公園内に軽井沢アイスパークが建設され2013年に通年で温水プールとなった。
- カーリングホールみよた（長野県北佐久郡御代田町）
冬季営業（3シート）。
- 愛・地球博記念公園（愛知県長久手市）
愛知青少年公園の頃に通年営業のスケートリンクがあったが、愛・地球博の開催準備～片付け工事に伴い休止した。2007年3月から再開。
通年営業、60×30のリンクを200mトラックが囲む。トラックの長辺4箇所にハウスのマークが埋め込まれ、これをシートとして利用する（よって常設2シート）。
- 富山スケートセンター（富山県富山市）
富山県カーリング協会の活動拠点
- 新潟市アサヒアレックスアイスアリーナ（新潟市中央区）
新潟県カーリング協会の活動拠点

### 西日本
- 京都アクアリーナ（京都市右京区）
京都府カーリング協会の活動拠点。
- 木下アカデミー京都アイスアリーナ（京都府宇治市）
通年営業のスケートリンク。京都府カーリング協会に登録している競技者の練習場。
- 浪速スポーツセンターアイススケート場（大阪市浪速区）
通年営業のスケートリンク。京都府カーリング協会に登録している競技者の練習場。かつては京都市伏見区の醍醐アイススケートリンクで練習を行っていたが2005年9月に閉鎖となったため、近年京都アクアリーナを利用するまで、近畿地方ではここのみであった。
- 神戸市立ポートアイランドスポーツセンター（兵庫県神戸市）
京都府カーリング協会に登録している競技者の練習場。
- サンビレッジ浜田（島根県浜田市）
専用施設ではないが、カーリングのシートは常設（4シート）。スケート場は冬季のみ（10月10日頃～5月6日頃）の営業。
- 岡山国際スケートリンク（岡山県岡山市）
2011年5月の施設リニューアルで、常設のカーリング場（1シート）が設けられている（のちに閉鎖）。2010年までは専用施設ではないが、カーリングのシートは常設（4シート）。通年営業で不定期ではあるが土曜日の通常営業後にカーリング教室が開かれていた。
- ヘルスピア倉敷（岡山県倉敷市）
岡山国際スケートリンクのカーリング場が閉鎖されたため岡山県カーリング協会の活動拠点はこちらに移っている。
- 広島市総合屋内プール（広島市東区）
広島県カーリング協会の活動拠点。
- イヨテツスポーツセンター（愛媛県松山市）
愛媛県カーリング協会の活動拠点
- オーヴィジョンアイスアリーナ（福岡市博多区）
専用施設ではないが、通年営業で毎週金曜日に1時間カーリング教室が開かれている。